# Referendum w Szkocji w 1997 roku
Referendum w Szkocji w 1997 roku odbyło się w dniu 11 września i dotyczyło utworzenia Parlamentu Szkockiego oraz przyznania mu możliwości wpływania na wysokość podatków. Zakończyło się zwycięstwem zwolenników obu tych rozwiązań. 

## Okoliczności referendum
Zwiększenie samodzielności części składowych Wielkiej Brytanii, w szczególności Szkocji, określane mianem dewolucji, było jednym z ważnych elementów programu Partii Pracy w kampanii poprzedzającej wybory w 1997 roku. Po zwycięstwie partia przystąpiła do realizacji tej obietnicy. Było to drugie referendum w sprawie utworzenia szkockiego parlamentu. Poprzednie, w 1979 roku, uznano za nieważne wskutek nieuzyskania wymaganej większości głosów. 

## Pytania referendalne
Pytanie referendalne w sensie syntaktycznym były sformułowane jako dwie pary zdań oznajmujących, z których jedno wyrażało poparcie dla proponowanego rozwiązania, a drugie sprzeciw. 

### Pytanie 1
|                   | TAK                                                | NIE                                                       |
| ----------------- | -------------------------------------------------- | --------------------------------------------------------- |
| wersja oryginalna | I agree that there should be a Scottish Parliament | I do not agree that there should be a Scottish Parliament |
| tłumaczenie       | Zgadzam się, że powinien istnieć Parlament Szkocki | Nie zgadzam się, że powinien istnieć Parlament Szkocki    |

### Pytanie 2
|                   | TAK                                                                       | NIE                                                                           |
| ----------------- | ------------------------------------------------------------------------- | ----------------------------------------------------------------------------- |
| wersja oryginalna | I agree that a Scottish Parliament should have tax-varying powers         | I do not agree that a Scottish Parliament should have tax-varying powers      |
| tłumaczenie       | Zgadzam się, że Parlament Szkocki powinien mieć prawo zmieniania podatków | Nie zgadzam się, że Parlament Szkocki powinien mieć prawo zmieniania podatków |

źródło:

## Stanowiska głównych partii
Główne partie polityczne działające w Szkocji zachęcały swoich zwolenników do głosowania w następujący sposób:
| partia                       | pytanie 1 | pytanie 2 |
| ---------------------------- | --------- | --------- |
| Szkocka Partia Narodowa      | TAK       | TAK       |
| Szkocka Partia Pracy         | TAK       | TAK       |
| Szkocka Partia Konserwatywna | NIE       | NIE       |
| Szkoccy Liberalni Demokraci  | TAK       | TAK       |
| Szkocka Partia Zielonych     | TAK       | TAK       |

źródło:

## Wyniki
|           | głosów TAK | % TAK  | głosów NIEWstaw szablon cytowania Zaawansowane Znaki specjalne Pomoc | % NIE  |
| --------- | ---------- | ------ | -------------------------------------------------------------------- | ------ |
| pytanie 1 | 1 775 045  | 74,29% | 614 400                                                              | 25,71% |
| pytanie 2 | 1 512 889  | 63,48% | 870 263                                                              | 36,52% |

źródło:
Pytanie 1 uzyskało większość głosów na TAK we wszystkich 32 hrabstwach Szkocji. Pytanie 2 uzyskało większość głosów na TAK w 30 hrabstwach. Przeciwnicy kompetencji podatkowych szkockiego parlamentu stanowili większość głosujących w hrabstwach Orkady oraz Dumfries and Galloway. 
Wydano 2 402 165 kart do głosowania, co oznaczało frekwencję na poziomie 60,45% uprawnionych. 

### Mapy
Poniższe mapy pokazują rozkład głosów w poszczególnych hrabstwach Szkocji. Im ciemniejszy odcień zieleni, tym procentowo więcej głosów na TAK. Kolor różowy oznacza przewagę głosów na NIE. 

Pytanie 1
Pytanie 2